# Krymská operace
Krymská operace (též Bitva na Krymu) byla vojenská operace druhé světové války, která probíhala od 8. dubna 1944 do 12. května 1944.

## Situace před bitvou
Od 4. července 1942, kdy německá armáda dobyla Sevastopol, okupovali Němci (tehdy ještě ruský) poloostrov Krym. V září roku 1943, kdy se válečná karta obrátila, opustila 17. německá armáda Kubáňské předmostí a stáhla se přes Kerčskou úžinu na Krym. Bylo plánováno, že tato vojska budou přesunuta k obraně Dněpru před postupem sovětských vojsk a uvažovalo se i opuštění krymského poloostrova. Hrozilo však nebezpečí, že by z Krymu mohla sovětská vojska podnikat nálety proti rumunským naftovým polím, Hitler musel brát ohledy i na rumunské a bulharské spojence, takže jeho vojska na krymském poloostrově zůstala. Když v říjnu 1943 prolomila vojska Rudé armády německou obranu a postupovala k Dněpru, byl vypracován plán na případný únik 17. armády z poloostrova na pevninskou část SSSR, který se měl uskutečnit v samém závěru měsíce října. Hitler však tuto ústupovou akci 28. října zakázal, což však v důsledku na konečné situaci nic neměnilo. 2. gardová tanková armáda 4. ukrajinského frontu totiž dorazila 30. října před Perekopskou šíji a německá a rumunská vojska na Krymu uzamkla. Velkoadmirál Dönitz se zavázal Hitlerovi, že zásobování 17. armády německým loďstvem není problém a že vše zabezpečí, což se mu dařilo. Německé lodě i letectvo drželo v ruských přístavech sovětské vojenské lodi, které se německá zásobovací plavidla ani nepokoušela napadat. Až do dubna 1944 se dařilo 17. armádě vzdorovat sovětským vojskům, které se pokoušely proniknout na Krym u Perekopu. U Kerče se Sovětům podařilo vytvořit malé předmostí na Sivaši.

## Bitva

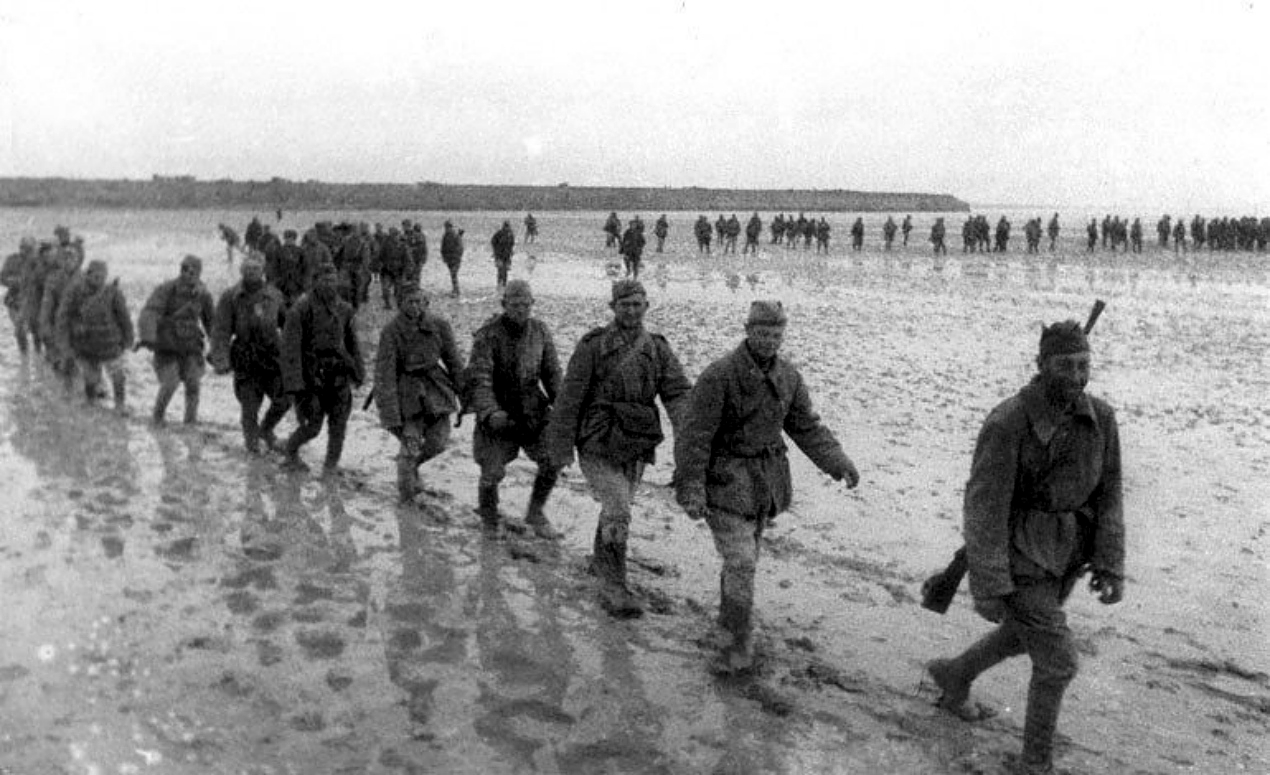
Sovětští vojáci pochodují přes Sivaš

Sovětský útok na německá a rumunská vojska začal 8. dubna 1944. Z Perekopské šíje zaútočila vojska 4. ukrajinského frontu, další útok byl proveden z předmostí Sivaše na východní části poloostrova. Do 10. dubna byly provedeny průlomy fronty a německé a rumunské jednotky začaly ustupovat. Vojska Rudé armády však nezahálela a začala nepřítele pronásledovat. Na německá a rumunská vojska začaly dotírat i partyzánské skupiny. Německá vojska vedla postupné ústupové boje a stahovala se směrem k Sevastopolu, kde se formovala obrana s opevněním a s těžkými děly. Dne 16. dubna 1944 zahájila německá 17. armáda obranný boj na území sevastopolské pevnosti. Mezitím docházelo k evakuaci raněných vojáků a členů týlového zabezpečení, přičemž do 20. dubna se podařilo odvézt 67 tisíc mužů. Do této situace se vložil Adolf Hitler, který si přál Sevastopol udržet. Evakuace byla zastavena a Hitler slíbil dodat posily. Až do 4. května ostřelovalo sovětské dělostřelectvo Sevastopol a podnikalo průzkumné výpady. 5. května začala za podpory dělostřelectva a letectva rozhodující sovětská ofenzíva. 8. května 1944 obsadily jednotky Rudé armády Sapunské výšiny, čímž získaly důležitý strategický bod. Situace již byla neudržitelná a Hitler musel dát na základě žádosti generálplukovníka Schörnera souhlas k vyklizení pevnosti a města Sevastopol. 9. května se bránící vojska stáhla na novou linii v Taurském Chersonesu, kterou však Sověti začali ostřelovat těžkými kanóny. 10. května 1944 začaly na naloďující se Němce a Rumuny útočit sovětské bitevní, torpédové a bombardovací letouny a potopily dvě dopravní lodě i s naloděnými vojáky. O den později nemohly najít německé přepravní lodě vojáky kvůli mlze, která byla v přístavu vyvolána zničením sudů se zamlžovací látkou sovětským dělostřelectvem. Evakuační plavidla odplula prázdná zpět do Rumunska. 12. května zaútočily sovětské tanky proti poslednímu zajišťujícímu postavení nepřítele, které prolomily a fašistická vojska tak byla poražena.